# Založništvo tržaškega tiska
Založništvo tržaškega tiska (ZTT) je tržaška založba, usmerjena v izdajanje del avtorjev slovenske narodne skupnosti v Italiji. Od svoje ustanovitve leta 1945 izdaja dela s področja literature in esejistike, zgodovinopisja idr.